# Observatório Paranal

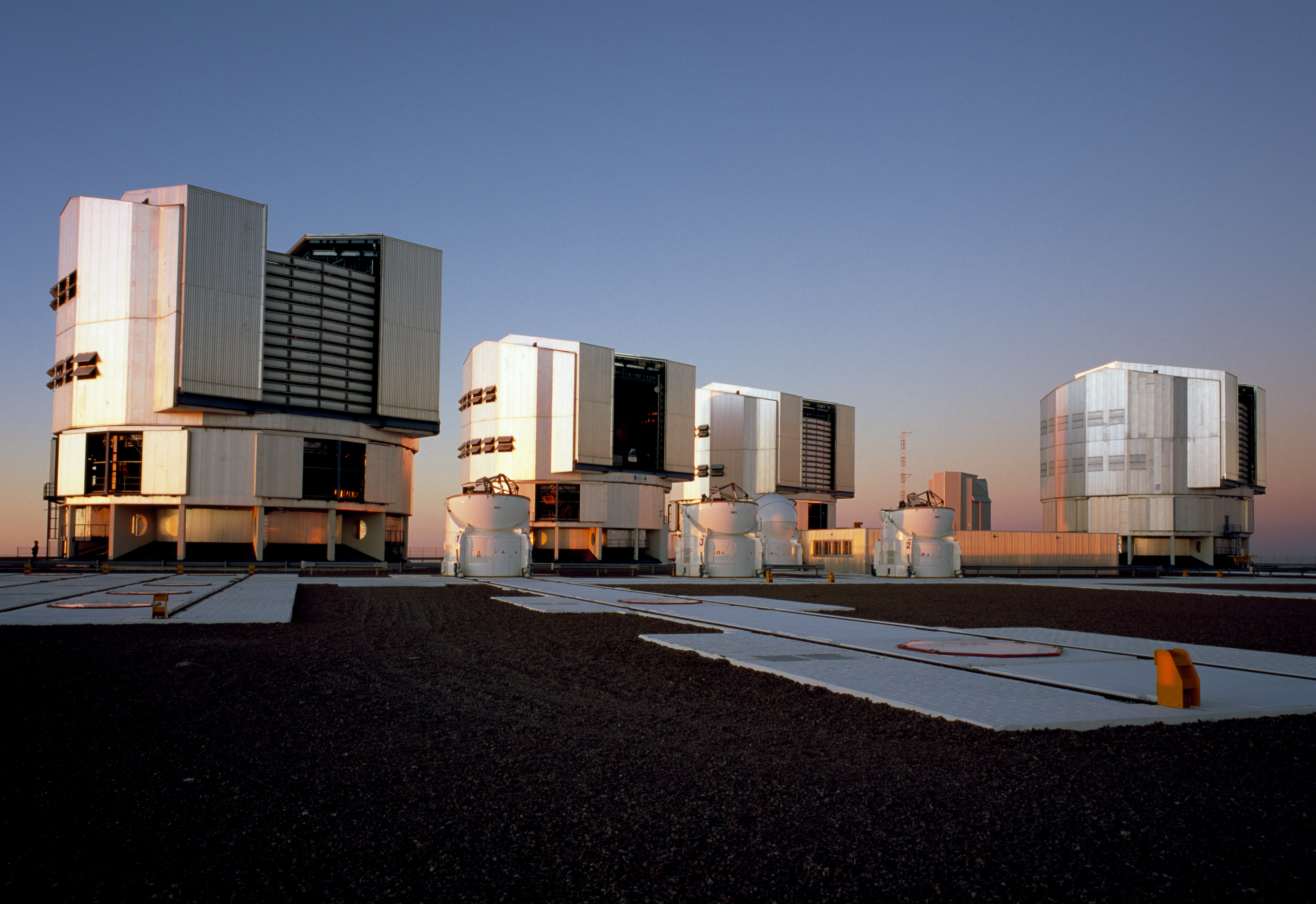
Plataforma principal do Observatório Paranal, onde estão as quatro unidades do VLT.

O Observatório Paranal é um conjunto de telescópios localizados no topo do Cerro Paranal, deserto do Atacama, no Chile. É mantido pelo Observatório Europeu do Sul. O conjunto de telescópios é o mais produtivo complexo astronômico do mundo, cujos dados são amplamente utilizados em artigos científicos. Uma característica notável do Observatório Paranal é que todos os telescópios podem funcionar de forma integrada, com todos os dados sendo unidos numa única base de dados, o que amplia radicalmente sua resolução.
Os quatro maiores telescópios têm espelhos de 8,2 metros de diâmetro cada um, utilizados para observação de luz visível e infravermelho. Neste observatório está também o telescópio VISTA, o maior telescópio de rastreamento do mundo, com espelho de 4,1 metros de diâmetro. O observatório abriga ainda o VST, também o maior telescópio de rastreamento, mas a luz visível.